# Liste der Main-Donau-Schleusen

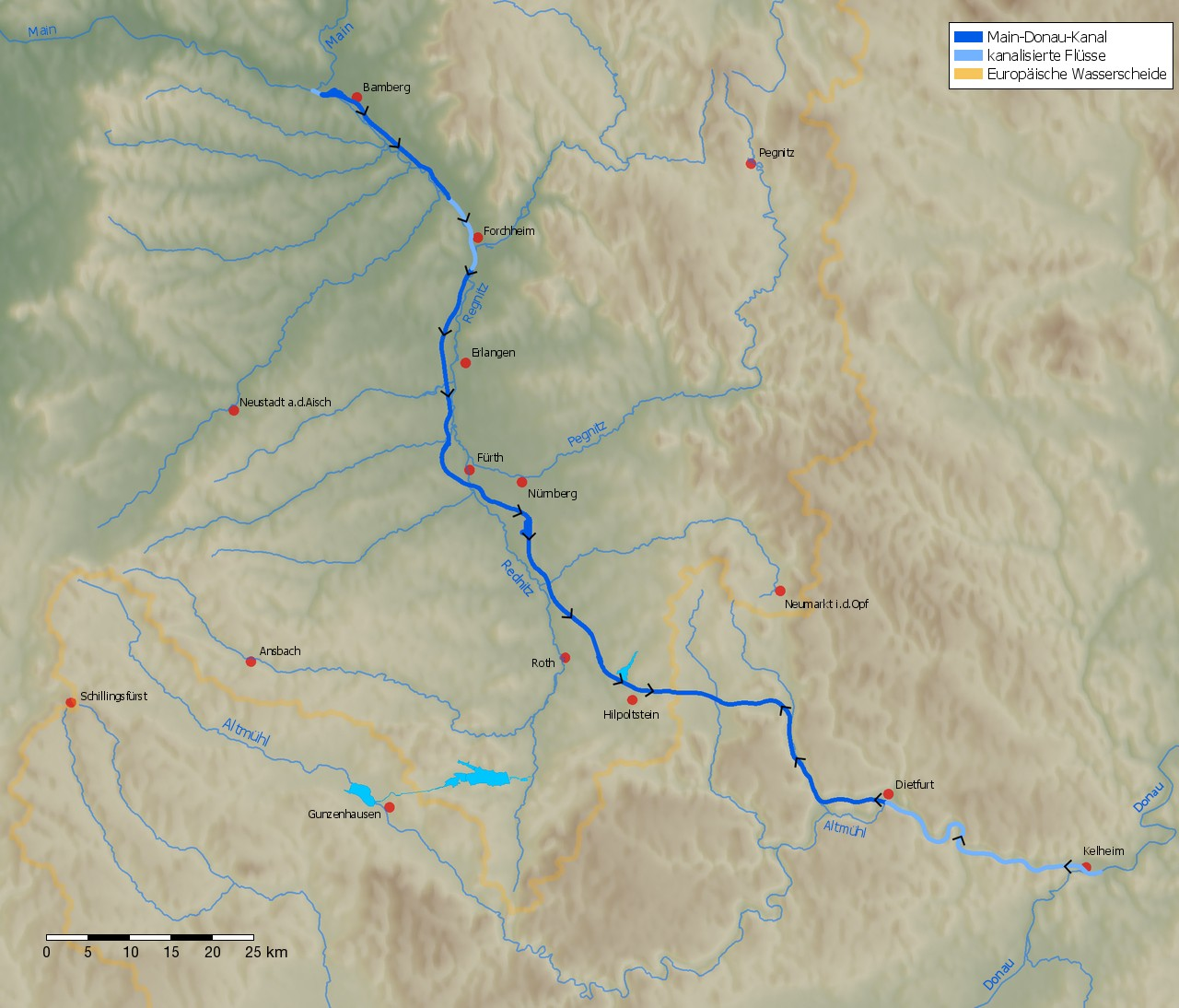
Verlauf des Main-Donau-Kanals

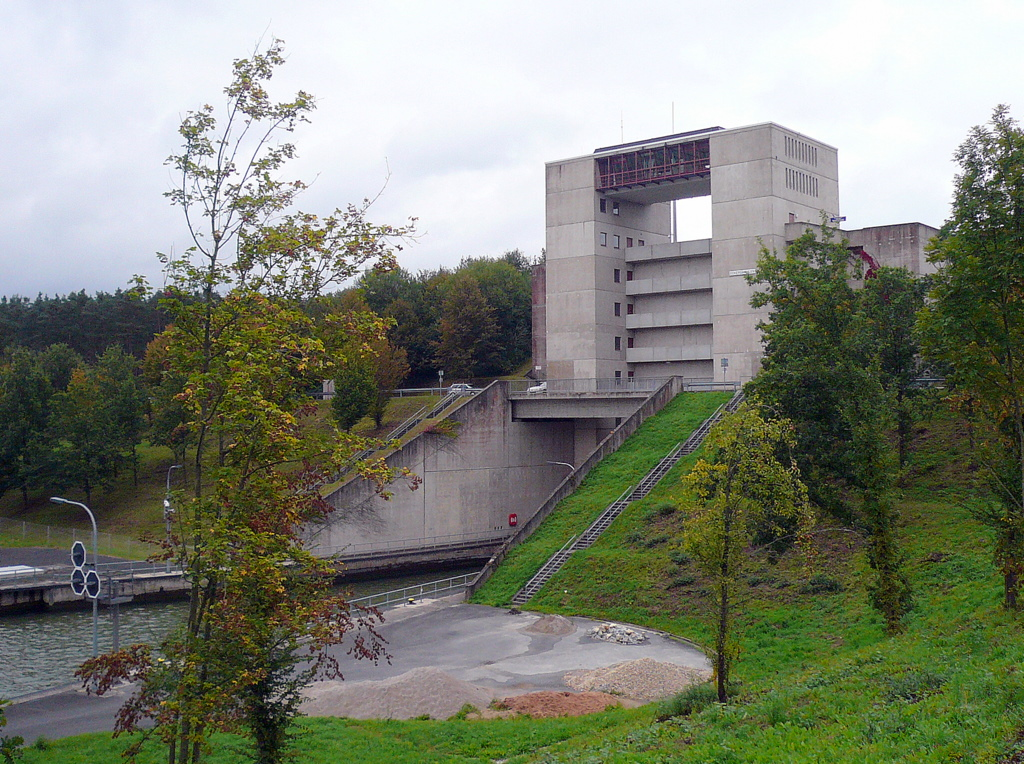
Schleuse Eckersmühlen

Die Liste der Main-Donau-Schleusen nennt alle Schleusen am Main-Donau-Kanal, der den Main mit der Donau verbindet. Der Kanal hat vom Main bei Bamberg bis zur Donau bei Kelheim eine Gesamtlänge von 171 Kilometern mit 13 Kanalstufen und drei Staustufen (der staugeregelten Regnitz und Altmühl). Er ist als europäische Wasserstraße Vb eingestuft und mit Großmotorgüterschiffen und Schubverbänden bis zu einer Länge von 185 und einer Breite von 11,45 Metern befahrbar. Bei den Schleusenanlagen werden das Jahr der Fertigstellung, die Lage am Kanal, die Haltungslänge, die Maße der Schleusenkammer und die Anzahl der jährlich geschleusten Schiffe genannt.
Von Bamberg bis zur Scheitelhaltung zwischen den Schleusen Hilpoltstein und Bachhausen wird mit elf Schleusen ein Höhenunterschied von 175 Metern überwunden. Von Kelheim bis zur Scheitelhaltung überwinden fünf Schleusen einen Höhenunterschied von 68 Metern. Die 16,47 Kilometer lange Scheitelhaltung ist mit 406 Meter über Normalnull der höchste Punkt des Europäischen Wasserstraßennetzes. Die Kanal-/Stauhaltungen sind 3,73 bis 20,43 Kilometer lang, der jeweils zu überwindende Höhenunterschied beträgt 5,29 bis 24,67 Meter. Die Schleusenkammern haben eine nutzbare Länge von 190 und eine Breite von 12 Metern. Die Schleusen an den 13 Kanalstufen sind sogenannte Sparschleusen, eine besondere Bauform, bei der der Wasserverbrauch pro Schleusung minimiert werden kann.

## Erklärung

Höhenprofil mit Angabe der Schleusenanlagen

- Name/Ort: Nennt den Namen beziehungsweise den Ort der Schleusenanlage.
- Baujahr: Nennt das Jahr, in dem die Schleusenanlage in Betrieb genommen wurde.
- Sparschleuse: Nennt, ob es sich um eine Sparschleuse handelt (ja), oder nicht (nein).
- Kanallage: Nennt die Lage am Main-Donau-Kanal entsprechend der Kanalkilometrierung. Bezugspunkt ist die Mitte der Schleuse.
- Haltungslänge: Nennt die Länge der Kanalhaltung/Stauhaltung (zwischen benachbarten Schleusen) in Kilometern.
- Höhe: Nennt die Höhe über Normalnull des Oberwassers bei normalem Kanalwasserspiegel/Normalstau (entspricht der durchschnittlichen Wasserführung) in Metern.
- Fall: Nennt die Fallhöhe der Schleusen in Metern bei normalem Kanalwasserspiegel / bei hydrostatischem Stau.
- Länge: Nennt die nutzbare Länge der Schleusenkammer in Metern.
- Breite: Nennt die nutzbare Breite der Schleusenkammer in Metern.
- Schiffe (JAHR): Nennt die Anzahl der im Jahre (   ) geschleusten Schiffe.

Hinweis: Die Liste ist sortierbar. Durch Anklicken eines Spaltenkopfes wird die Liste nach dieser Spalte sortiert, zweimaliges Anklicken kehrt die Sortierung um. Durch das Anklicken zweier Spalten nacheinander lässt sich jede gewünschte Kombination erzielen.

## Schleusenanlagen
| Name/Ort                   | Bauzeit           | Betriebsaufnahme | Spar- schleuse | Kanal- lage | Haltungs- länge | Höhe   | Fall  | Länge  | Breite | Fahrzeugdurchgang (2007) | Fahrzeugdurchgang (2013) |
| -------------------------- | ----------------- | ---------------- | -------------- | ----------- | --------------- | ------ | ----- | ------ | ------ | ------------------------ | ------------------------ |
| Schleuse Bamberg           | 1964–67           | 1968             | ja, 3 Becken   | 7,42        | 5,87            | 241,80 | 10,94 | 190,00 | 12,00  | 6625                     | 5676                     |
| Schleuse Strullendorf      | 1964–67           | 1968             | ja, 1 Becken   | 13,29       | 12,60           | 249,21 | 7,41  | 190,00 | 12,00  | 6774                     | 5649                     |
| Schleuse Forchheim         | 1961–64           | 1968             | nein           | 25,89       | 6,97            | 254,50 | 5,29  | 190,00 | 12,00  | 6582                     | 5711                     |
| Schleuse Hausen            | 1965–67           | 1970             | ja, 2 Becken   | 32,86       | 8,19            | 266,50 | 12,00 | 190,00 | 12,00  | 6663                     | 5540                     |
| Schleuse Erlangen          | 1967–69           | 1970             | ja, 3 Becken   | 41,05       | 7,61            | 284,80 | 18,30 | 190,00 | 12,00  | 6664                     | 5489                     |
| Neue Schleuse Erlangen     | 2025–33 (geplant) | 2033 (geplant)   | ja, 3 Becken   | 41,25       | 7,41            | 284,8  | 18,3  | 190,0  | 12,5   |                          |                          |
| Schleuse Kriegenbrunn      | 1966–70           | 1972             | ja, 3 Becken   | 48,66       | 20,43           | 303,10 | 18,30 | 190,00 | 12,00  | 6614                     | 5482                     |
| Neue Schleuse Kriegenbrunn | 2024–32 (geplant) | 2032 (geplant)   | ja, 3 Becken   | 48,66       | 20,43           | 303,1  | 18,3  | 190,0  | 12,5   |                          |                          |
| Schleuse Nürnberg          | 1968–71           | 1972             | ja, 1 Becken   | 69,09       | 3,73            | 312,50 | 9,40  | 190,00 | 12,00  | 6671                     | 5620                     |
| Schleuse Eibach            | 1972–78           | 1985             | ja, 3 Becken   | 72,82       | 11,50           | 331,99 | 19,49 | 190,00 | 12,00  | 6261                     | 5366                     |
| Schleuse Leerstetten       | 1974–80           | 1985             | ja, 3 Becken   | 84,32       | 10,62           | 356,66 | 24,67 | 190,00 | 12,00  | 6257                     | 5395                     |
| Schleuse Eckersmühlen      | 1980–85           | 1991             | ja, 3 Becken   | 94,94       | 4,05            | 381,33 | 24,67 | 190,00 | 12,00  | 6273                     | 5311                     |
| Schleuse Hilpoltstein      | 1983–88           | 1992             | ja, 3 Becken   | 98,99       | 16,47           | 406,00 | 24,67 | 190,00 | 12,00  | 6275                     | 5284                     |
| Schleuse Bachhausen        | 1985–90           | 1992             | ja, 3 Becken   | 115,46      | 16,47           | 406,00 | 17,00 | 190,00 | 12,00  | 6259                     | 5256                     |
| Schleuse Berching          | 1987–91           | 1992             | ja, 3 Becken   | 122,51      | 7,05            | 389,00 | 17,00 | 190,00 | 12,00  | 6963                     | 6188                     |
| Schleuse Dietfurt          | 1979–84           | 1992             | ja, 3 Becken   | 135,26      | 12,75           | 372,00 | 17,00 | 190,00 | 12,00  | 6441                     | 5473                     |
| Schleuse Riedenburg        | 1977–82           | 1991             | nein           | 150,83      | 15,57           | 355,00 | 8,40  | 190,00 | 12,00  | 6820                     | 5649                     |
| Bootsschleuse Riedenburg   | 1982              |                  | nein           | 150,83      | 15,57           | 355,00 | 8,40  | 20,00  | 4,00   |                          |                          |
| Schleuse Kelheim           | 1976–81           | 1989             | nein           | 166,06      | 15,23           | 346,60 | 8,40  | 190,00 | 12,00  | 7180                     | 6114                     |
| Bootsschleuse Kelheim      | 1981              |                  | nein           | 166,06      | 15,23           | 346,60 | 8,40  | 20,00  | 4,00   |                          |                          |